# James Northcote
|  | Denne artikel omhandler den britiske maler. For skuespilleren, se James Northcote (skuespiller). |
James Northcote (født 22. oktober 1746 i Plymouth, død 13. juli 1831 i London) var en britisk portræt- og historiemaler.
Northcote var elev af Joshua Reynolds og foretog studierejser i Italien. Han blev medlem af Royal Academy i 1787. Northcote udgav desuden biografier over Reynolds og Tizian.

## Billedgalleri
- Mrs. Allan Maconochie (1789, Art Institute of Chicago)
- Daniel in the Lions' Den (1818, Museum of Fine Arts, Houston)
- Thady Connellan (1824)
- Edward Jenner (National Portrait Gallery)